# Monocentrus mondziaoui
Monocentrus mondziaoui är en insektsart som beskrevs av Boulard 1971. Monocentrus mondziaoui ingår i släktet Monocentrus och familjen hornstritar. Inga underarter finns listade i Catalogue of Life.